# Черноморское (специализированный порт)
Черноморское — морской специализированный порт предприятия «Черноморнефтегаз», расположенный в центральной части Черноморского района Крыма, на северном берегу озера Панское, имеющего связь с Ярылгачской бухтой и Чёрным морем.

## История
В 1978 году в связи с разработанным планом нового порта пгт Черноморское был прорыт фарватер (длина 2 км, глубина 8 м, ширина 20 м) в пересыпи, отделяющей озеро Панское от Ярылгачской бухты Черного моря. Порт «Черноморское» построен в период 1979—1991 годах на северном берегу озера как база технологического флота «Черноморнефтегаза».

## Характеристика порта
В состав производственной инфраструктуры «Черноморнефтегаза» входит:
- База бурения и обустройства
- Технологический флот

### База бурения и обустройства
База бурения и обустройства — предназначена для базирования судов, обслуживания и обеспечения морских стационарных платформ (МСП) и самоподъёмных плавучих буровых установок (СПБУ) на Украинском шельфе Чёрного и Азовского морей. Сегодня на базе бурения и обустройства имеется 5 причалов общей протяженностью 1 755 м, ширина входного канала 100 метров, для обслуживания порт может принимать суда с дедвейтом не более 10 000 тонн, осадкой до 5,5 метров, шириной 50 м, длиной не более 180 м. Акватория базы бурения и обустройства разделяется на внутренний и внешний рейды. Внутренний рейд ограничен причальной линией и внутренней береговой чертой. Внешний рейд включает район, ограниченный береговой чертой Ярылгачской бухты.
Оснащение базы бурения и обустройства:
- крановое оборудование для погрузочно-разгрузочных работ,
- плавучие краны грузоподъёмностью от 100 до 150 т,
- плавдок грузоподъёмностью 5 000 т,
- плавмастерская.

База имеет возможность производить перевалку, хранение экспортно-импортных грузов, выполнять судоремонтные работы (включая докование). Для грузов, хранение которых на открытых площадках невозможно, имеются 4 склада-ангара общей площадью 1530 м2.

### Технологический флот
Специализированный флот ГАО «Черноморнефтегаз» насчитывает более 20 судов основного и вспомогательного назначения, в том числе, 12 из них — крупных и уникальных:
- транспортные и транспортно-буксирные суда (ТБС);
- спасательные, противопожарные и водолазные суда;
- крановые суда и плавучие краны;
- портовый и вспомогательный флот;
- самоподъёмные плавучие буровые установки.

Часть судов управления работает во фрахте за рубежом по контрактам с иностранными фирмами. Корпусное монтажное судно «Титан» и Транспортно-буксирное судно «Атрек» имеют хорошую репутацию у заказчиков. ГАО «Черноморнефтегаз» готово расширить такое сотрудничество.

### Краткая характеристика судов
- Транспортно-буксирное судно «Атрек» (Списан)
- Транспортно-буксирное судно «HЕФТЕГАЗ-68»
- Транспортно-буксирные судна «ДОH»(списан) и «Иня»
- Противопожарное судно «ВИХРЬ-1»
- Морской буксир «ЦЕНТАВР»
- Водолазный бот «Дельфин»
- Корпусное монтажное судно «Титан-2» (Списан)
- Плавкран «Нептун-3»
- Плавкран «Черноморец-15»
- Самоходный плавучий кран «СПК-50/25» (Списан)
- Плавучий док «ПД-952»
- Плавучая судоремонтная мастерская «ПСМ-645»
- Лихтер «Алаид» (Списан)
- Баржа-трубоукладчик «Капитан Булгаков»
- Транспортно-буксирное судно «Федор Урюпин» 2010 г. постройки
- Транспортно-буксирное судно «Мыс Тарханкут»

## Титан-2
Титан-2 — крупнейшее судно порта Черноморское. Представляет собой двухкорпусное крановое монтажное судно. Оно предназначено для погрузки, транспортировки, монтажа и демонтажа строительных секций стационарных сооружений в море на глубинах до 200 м. Судно стальное, самоходное, двухкорпусное, с полноповоротным краном на левом корпусе в средней части, машинным отделением в правом корпусе, непрерывной главной палубой, транцевой кормой.
Характеристика
Производитель — Судостроительная верфь г. Турку АО Вяртсила (Финляндия). 1985 г., КМ*Л2I А2
- Длина: 139.0 м
- Ширина (макс.): 54.5 м
- Ширина каждого корпуса: 17.0 м
- Расстояние между корпусами: 20.0 м
- Осадка в полном грузе: 4.0 м
- Водоизмещение в полном грузе: 13995 т
- Мощность ГДГ: 3 * 1850 элс
- Полноповоротный электрический кран фирмы КОtЭ: (Нидерланды), грузоподъёмностью 800 т, pасположен на левом корпусе: два главных подъёма: 2 * 300 т, один вспомогательный подъём: 150 т, один дополнительный вспомогательный подъём: 20 т.